# Château de Brie-Comte-Robert
Le château de Brie-Comte-Robert est un château médiéval situé dans la commune française de Brie-Comte-Robert dans le département de Seine-et-Marne, en région Île-de-France. Le château est situé à une trentaine de kilomètres au sud-est de Paris.
À la fin du XIIe siècle, Robert de Dreux, frère du roi de France Louis VII, fonde la ville de Brie-Comte-Robert et y fait bâtir son château. Celui-ci est alors construit sur un plan carré, flanqué de huit tours et ceinturé par des douves. Jeanne d'Évreux, héritière du château, fait entrer la ville de Brie-Comte-Robert dans le domaine royal, par son mariage avec le roi Charles IV.
Lors de la Fronde, qui commence en 1649, le château est pillé et partiellement détruit par les troupes royales commandées par le comte de Grancey.
En 1750, les tours et les courtines sont détruites, seules la partie du premier étage[pas clair] et la tour Saint-Jean furent gardées. Le bâtiment est ensuite mis en vente en septembre 1793 comme bien national.
La commune de Brie-Comte-Robert achète le château puis le revend à des particuliers. Les acheteurs font raser ce qu'il reste de la tour Saint-Jean pour édifier une maison bourgeoise. La ville rachète le château en 1923 puis le fait classer comme monument historique en 1925.
Depuis la création de l'association « Les Amis du Vieux Château de Brie-Comte-Robert » en 1982, des bénévoles s'emploient à des chantiers de fouille, de restauration du patrimoine bâti et de mise en valeur du site. En 2003, les courtines sont remontées partiellement à plus de six mètres de hauteur, la porte de Brie est restaurée, la maison bourgeoise est détruite, et la tour Saint-Jean est partiellement reconstruite.

## Historique

### Moyen Âge

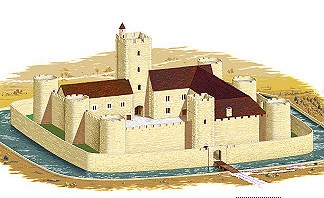
Le château au XIIe siècle.

Le château de Brie-Comte-Robert est construit pendant la moitié du XIIe siècle, alors que Robert Ier de Dreux, frère du roi Louis VII, est seigneur de Brie,. Le château est situé sur l'ancien domaine de Braia, propriété des évêques de Paris ; le roi Louis VI achète une partie du domaine, en 1137, pour son fils Robert Ier, qui devient ainsi le premier seigneur de Brie-Comte-Robert. Le château reste dans la famille de Dreux jusqu'en 1254, puis passe à la famille de Châtillon. Par dots et héritages successifs, il échoit à Marguerite d'Artois, puis à sa fille Jeanne d'Évreux. Malgré son titre royal, la châtellenie n'en reste pas moins, comme à son origine, dans la mouvance de l'évêché de Paris auquel les possesseurs devaient foi et hommage.
Le château devient, au début du XIIIe siècle, l'une des meilleures places fortes de la région. Il s'élevait au nord de la ville sur la route de Paris et présentait une enceinte carrée protégée par un fossé d'eau vive, avec une tour ronde à chacun des angles. Un donjon carré en défendait l'enceinte. Trois autres tours fortifiaient le quadrangle et se reliait aux premières.
Jeanne d'Évreux, qui tient la châtellenie de Brie-Comte-Robert par héritage, épouse le dernier Capétien direct, Charles IV. À la mort de celui-ci, en 1328, ses confortables revenus, en tant que douaire royal assis sur de nombreux fiefs en Brie et en Champagne, lui permettent de consacrer des sommes importantes à l'entretien et à l'amélioration de ses possessions propres, dont Brie-Comte-Robert. Elle fait faire d'importants travaux au château, comme l'attestent ses comptes conservés aux Archives nationales.
Le château devient une résidence de prestige où séjournent tous les grands seigneurs du royaume, notamment les ducs de Bourgogne. En 1350, le mariage de Philippe VI de Valois et de Blanche d'Évreux-Navarre, nièce de la reine Jeanne, y a lieu.
La dame de Brie fait, en particulier, aménager luxueusement la demeure seigneuriale située contre les courtines sud-ouest, sud-est et surtout nord-est. Elle fait construire la chapelle Saint-Denis, accolée à la tour Saint-Jean, et dessiner de vastes jardins d'agrément. Jeanne d'Évreux meurt au château en 1371. À la fin du XIVe siècle, le château revient au domaine royal, puis à la famille d'Orléans.

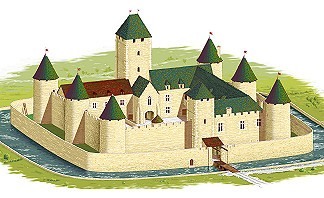
Le château au XIVe siècle.

Louis d'Orléans y mène une vie brillante où il organise des tournois ou encore des réceptions de grands seigneurs, comme le 31 août 1400 où il organise un grand tournoi dans lequel un chevalier anglais bat le champion Ogier de Nantouillet, mais, devant l'insécurité grandissante, il fait armer le château dès 1405. Après son assassinat par le duc de Bourgogne Jean sans Peur et la constitution du parti Armagnac (1407), le château passe sous le contrôle du parti bourguignon, qui s'assure ainsi une étape sûre sur la route menant de Paris vers la Bourgogne.
En 1420, le passage de l'armée anglaise, en route pour Troyes, et le siège de Melun qui s'ensuit, amènent quelques désordres dans la ville, mais n'affectent pas le château. C'est à partir de 1429 que la ville est, « par quatre diverses fois en quatre ans », prise et reprise par les Français et les Anglais. Le fait majeur reste toutefois le siège mis en place en septembre 1430 par le comte Humphrey Stafford, qui provoque d'immenses dégâts, tant dans la ville que dans le château. La place est rachetée par les Français en 1434 et rendue à son propriétaire, Charles d'Orléans. Quand son fils devient roi sous le nom de Louis XII, le château entre à nouveau dans le domaine royal.

### Temps modernes

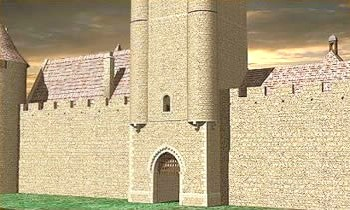
Façade de la Tour Saint-Jean au XVIe siècle.

À partir du règne de François Ier, le château et ses terres sont confiés par le roi à certains de ses proches, soit à titre de faveur, « don pour un temps », soit par vente conditionnelle avec faculté de rachat, « l'engagement ». Parmi eux figurent Louis de Poncher, Philippe Chabot, Balthazar Gobelin et Claude de Bullion, surintendant des finances de Louis XIII.
Au milieu du siècle, diverses familles de seigneurs italiens proches de Catherine de Médicis (Aquaviva, Pierrevive, Gondi) détiennent le château, mais laissent l'édifice se dégrader, provoquant même l'incendie des planchers et de certaines charpentes.
Un arrêt du Parlement est nécessaire en 1567 pour faire cesser ces déprédations causés par les familles de seigneurs italiens. À la fin du siècle, Balthazar Gobelin, un fidèle de Henri IV, y fait effectuer des réparations.
Le château est encore en état de recevoir le jeune Louis XIII par deux fois, en 1609 et 1611.

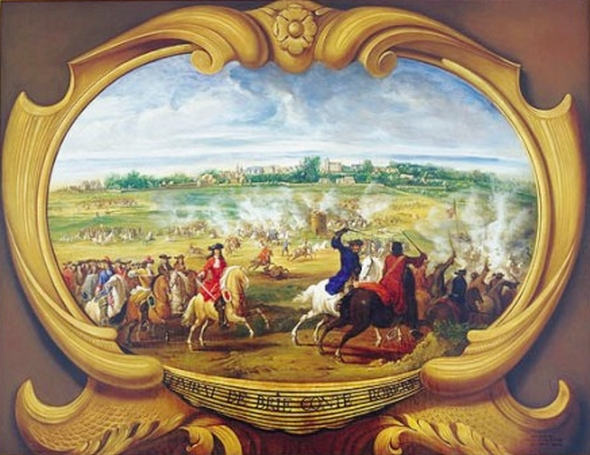
Combat de Brie-Comte-Robert (1649).

En 1649, lors des troubles de la Fronde, la ville, puis le château de Brie-Comte-Robert, sont pris par les troupes royales commandées par le comte de Grancey. Le château est pillé et canonné par une batterie pendant plus de cinq heures, perdant ainsi sa tour sud-est.
La remise en état ultérieure doit être très modeste ; en 1681, le château est en très mauvais état et considéré comme inhabitable, avec des fossés comblés d'immondices et un jardin en friche.
Le président du Parlement de Paris, Jean-Antoine de Mesmes, autre engagiste, fait faire divers travaux d'entretien au niveau des toitures, et des réparations aux ponts d'accès. Des procès-verbaux de visite du domaine, et des baux à ferme de cette époque, décrivent quelques aménagements intérieurs. Le château est alors habité par des particuliers.

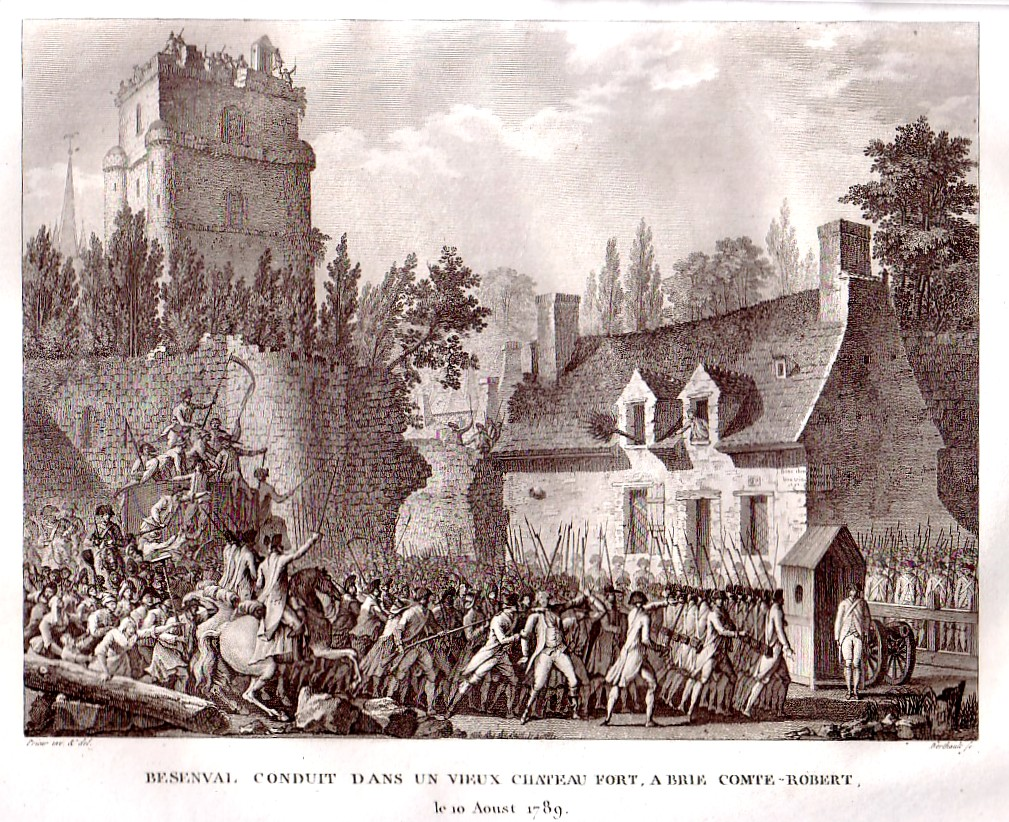
Le baron au château.

En 1750, Germain-Louis de Chauvelin, seigneur engagiste depuis 1734, arguant de la vétusté de l'édifice, obtient l'autorisation de raser les tours et les courtines à la hauteur du premier étage, en épargnant toutefois la tour Saint-Jean, symbole seigneurial.
Racheté par le roi Louis XV en 1766, le domaine de Brie-Comte-Robert, dont le château, fait l'objet d'un échange entre ce dernier et son cousin, le comte d'Eu. Ses héritiers, le duc de Penthièvre, puis sa fille, la duchesse d'Orléans, en sont les derniers seigneurs.
Durant la Révolution française, l'édifice sert de prison à Pierre Victor de Besenval de Brünstatt, colonel des gardes suisses et commandant militaire de l'Île-de-France, qui y est détenu du 10 août 1789 à son exécution à Paris le 2 juin 1791,.
À cette même époque, une guérite d'observation fut installée dans la tour principale, et la cour fut équipée de plusieurs canons afin de défendre la ville de Brie contre les brigands. Au mois de juillet 1789, une troupe de ces bandits dirigea une véritable attaque contre la ville de Brie-Comte-Robert, et mit en fuite les habitants de la commune. Le bâtiment est ensuite mis en vente en septembre 1793 comme bien national.

### Époque contemporaine

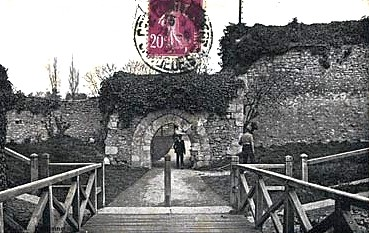
Tour de Brie.

Racheté par la ville en 1803, le château est revendu en 1813. Le 11 mars 1816, le maire de Brie-Comte-Robert (Valladon de la Grivelle) est instruit d'un crime, un homme dans un sac a été retrouvé dans les eaux des fossés, le corps séparé des jambes, la tête et les cuisses. Il s'agit du corps de Pierre Gillet. L'assassin fut retrouvé, c'était Jean Ferrell, qui a été guillotiné dans la commune le 7 octobre 1816. En 1879, un des propriétaires privés qui se succèdent au cours de cette période, fait raser ce qui subsiste de la tour Saint-Jean, pour édifier un bâtiment moderne.
Des apports massifs de terre végétale transforment la cour et les lices en un vaste jardin potager. La commune rachète le château en 1923, l'aménage en jardin public et le fait classer monument historique le 25 juin 1925. Depuis 1982, la municipalité mène un programme de remise en valeur du site, dans lequel s'insère le chantier archéologique, qui est mené par l'association Les amis du vieux Château de Brie-Comte-Robert. L'association précède et souvent oriente le programme de restauration des vestiges du château.
L'année 2003 voit le début du grand programme de restauration, avec le remontage de courtines sur plus de six mètres de hauteur, la restauration de la tour de Brie, puis la destruction de la maison du XIXe siècle, permettant la reconstruction partielle de la tour Saint-Jean, selon les relevés archéologiques.
À l'intérieur de l'enceinte, la construction d'un bâtiment contemporain, le Centre d’interprétation du patrimoine, permet à l’association des amis du vieux château de concevoir et de gérer une exposition permanente sur le site et d'y mener des activités pédagogiques. L'enceinte, ses abords, et les rues proches, accueillent chaque année la fête médiévale de Brie-Comte-Robert, début octobre, et le festival biennal de marionnettes de rue, mi-octobre. L'architecte des rénovations est Jean-Claude Semon.

## Description

Plan du château au XIVe siècle, avant destructions massives.
Légende :
1 : Tour Saint-Jean.
2 : Tours rondes.
3 : Tour Sud-Est.
4 : Tour Nord-Ouest.
5 : Tour de Brie.
6 : Cour du château.
8-10-11-12 : Logis seigneurial.
9 : Grande salle.
7 : Bâtiments des communs.

Le château de Brie-Comte-Robert est un château de plaine, sur une superficie de 2 500 m2. L'ensemble, de plan carré d'environ 58 mètres de côté, dépourvu de tour maîtresse, est bâti dans une cuvette géographique que l'architecte mit à profit pour creuser les douves, au point le plus bas de la ville. Les fossés en eau sont situés à une douzaine de mètres du pied des murailles d'enceinte,.
Au milieu des courtines sud-ouest et nord-est, deux tours carrées servent d'entrées opposées. Cette disposition, qui pouvait induire une certaine faiblesse dans la défense, est unique en Île-de-France. L'entrée nord-est était surmontée de la tour-porte maîtresse, intégrée à l'enceinte et faisant office de donjon.
Compte tenu des diverses destructions, seules les tours sud, est et ouest gardaient une élévation de leur salle du premier étage. Les autres tours présentaient encore des vestiges de leur premier niveau. Elles furent l'objet, en 2003, d'importantes restaurations.
Aucune trace au sol du logis seigneurial et des communs ne subsistait en 1982, date du début des fouilles archéologiques. Depuis cette période, les campagnes de recherches annuelles mettent progressivement au jour les vestiges des bâtiments seigneuriaux à l'intérieur de l'enceinte et des constructions annexes sur les lices.

### Tours
L'enceinte carrée comporte une tour ronde à chacun de ses angles, soit quatre tours qui sont orientées vers les quatre points cardinaux. Deux autres tours rondes, engagées dans la muraille, flanquent les courtines nord-ouest et sud-est. Les tours ayant été fortement arasées au XVIIIe siècle, il ne reste qu'un premier étage aux tours sud et est. Les autres tours gardent des vestiges significatifs et le plan de leur salle haute. Les tours sont bâties de moellons de calcaire, comme les pierres taillées utilisées pour les encadrements des baies et les chaînages. Elles sont issues de carrières locales de calcaire de Brie, exploitées depuis le haut Moyen Âge.
Les rez-de-chaussée des tours rondes sont voûtés d'arêtes et ne possèdent pas d'escalier intérieur. Les ouvertures sont parcimonieuses, sans vue directe sur l'extérieur ni possibilité de tir. Excepté pour la tour ouest, l'accès aux salles basses se fait par une porte sous linteau en bâtière.

#### Tours rondes

##### Tour Nord
La tour Nord est une tour d'angle qui présentait un très fort arasement du premier étage. La salle basse est voûtée d'arêtes et son accès se fait par un couloir coudé. Le sol était fait d'un léger empierrement et de terre battue. Il n'existe aucune communication avec l'étage supérieur, ni aucune vue directe sur l'extérieur : toute utilisation militaire de cette salle paraît exclue. Elle servait probablement de réserve pour la nourriture.
Le parement extérieur avait été presque entièrement pillé et sa restauration a permis à la tour de retrouver sa forme d'origine. La salle basse est éclairée par un unique jour d'où un archer ne peut tirer. Le premier étage était très arasé, seul le plan au sol reste lisible. L'accès à cette salle haute se faisait par un couloir à angle droit, à partir du bâtiment adjacent. Au XVIIe siècle, le premier étage de la tour abritait un pigeonnier.

##### Tour Sud
La tour Sud, d'un diamètre extérieur de 8,44 mètres, présente une architecture assez complexe. Elle comporte un double accès : le premier direct, le second se faisant par un passage étroit en gaine, ménagé dans l'épaisseur de la courtine sud-ouest.
Ce rez-de-chaussée contient un bassin ovoïde où débouchent trois canaux souterrains et un canal effluent. Le bassin est surmonté d'une croisée d'ogive supportant des murs qui cloisonnent l'espace en quatre compartiments. Il s'agit d'une tour qui était uniquement destinée aux latrines. Ce sont des latrines sur plusieurs niveaux, à système de chasse d'eau par circulation d'eau de pluie,,.

##### Tour est

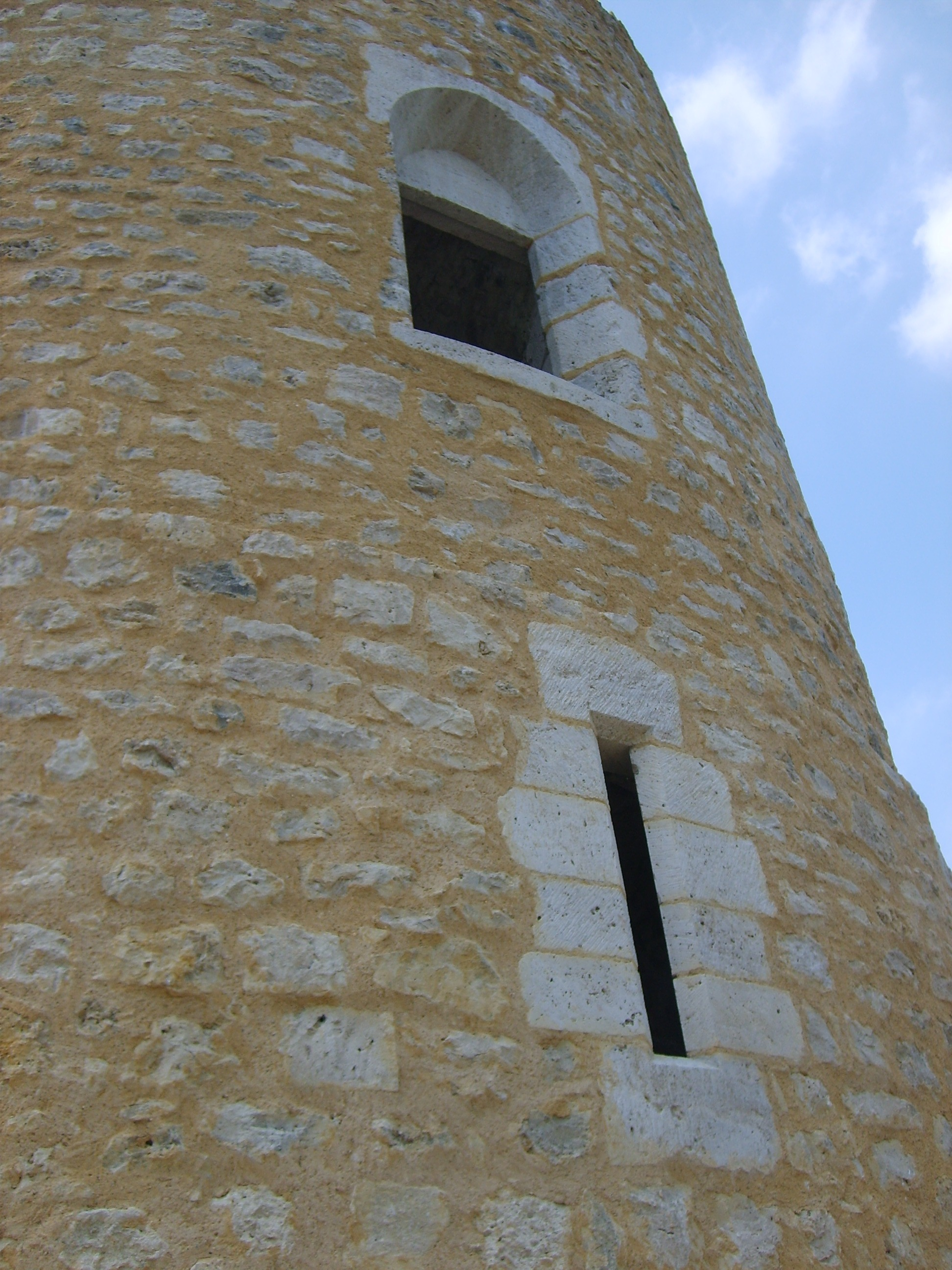
Fenêtres de la tour est.

La tour est conserve encore ses deux niveaux. Le rez-de-chaussée avait une fonction de stockage. Le premier étage restauré se compose d'une salle légèrement ovoïde, améliorée au XIVe siècle par une baie à coussiège et par une cheminée. Il subsiste un couloir d'accès à des latrines sur corbeaux de pierre. Elles surmontent une fosse maçonnée dans la lice, comportant un système de vidange par circuit d'eau.
Le rez-de-chaussée possède une archère qui permet d'avoir de la luminosité. Les deux autres de l'étage supérieur ont été condamnées au XIVe siècle, au profit d'une baie plus importante orientée plein Est.

##### Tour ouest
La tour ouest abrite une salle basse semi-enterrée et dallée de pierres calcaires taillées, soigneusement assemblées. Un petit lavabo assure un écoulement encore fonctionnel à travers le mur. Un petit jour en archère, très ascendant, en assure l'aération. Il s'agissait sans doute d'une réserve alimentaire protégée des rongeurs.
La salle haute servait d'unique accès à la salle basse, au moyen d'une trémie carrée, fermée par une trappe de bois. Cette salle éclairée par un jour en archère, n'était accessible que par l'étage des bâtiments adjacents.
Elle présente au début du XXIe siècle deux niveaux. À l'origine, l'accès à la salle basse, se faisait à partir du premier étage par un trou d'homme maçonné dans la voûte. L'accès actuel se fait par une ouverture tardive percée de façon grossière dans la muraille du rez-de-chaussée.

#### Tours engagées

##### Tour sud-est

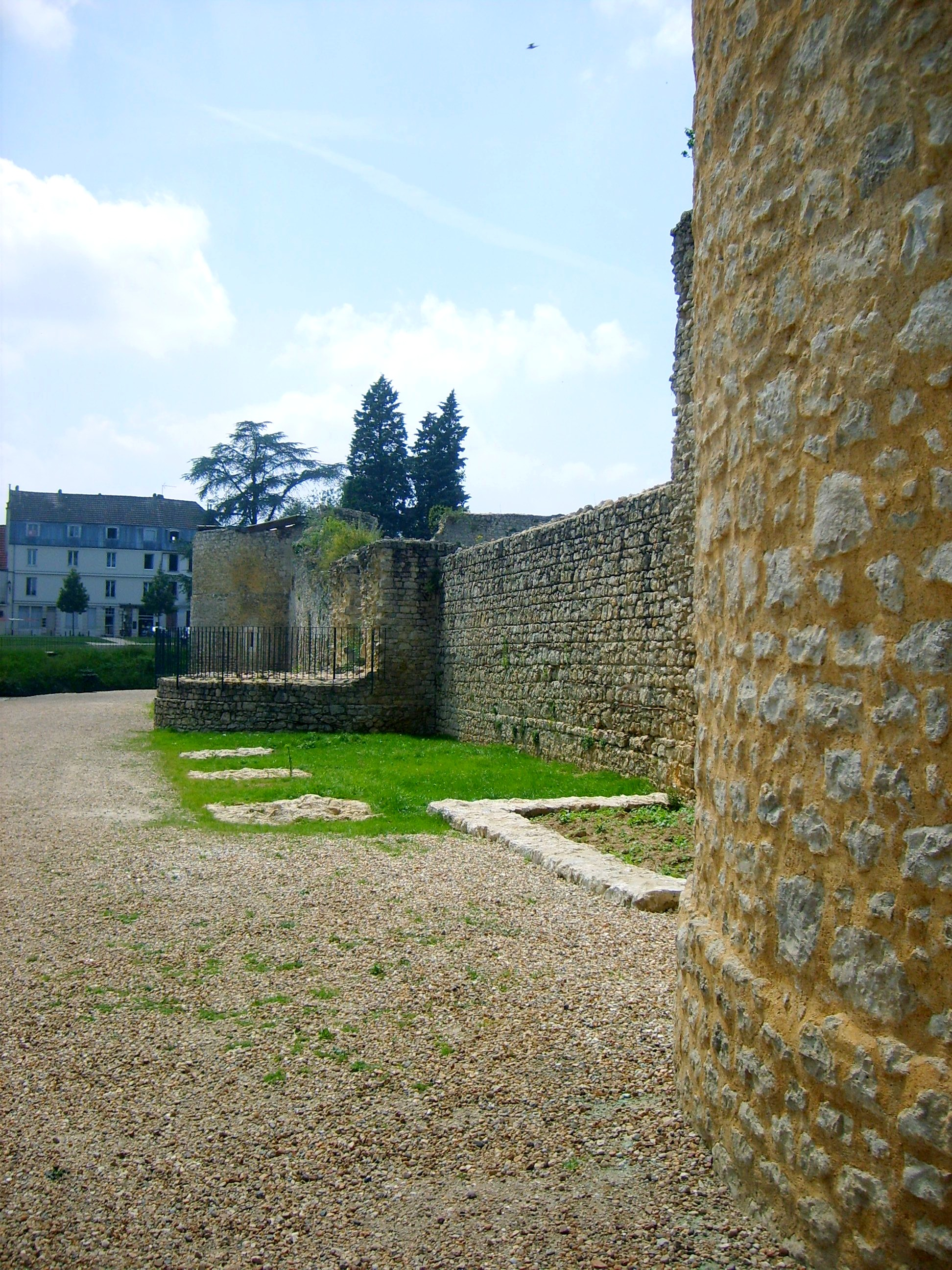
Façade nord-ouest.

La tour sud-est, rasée au niveau du sol, n'était visible que par un bassin inclus dans sa fondation. Sa restauration partielle redonne une lisibilité à cette tour-latrines. L'accès au rez-de-chaussée se fait par un couloir coudé comportant trois marches. Le passage s'ouvre dans la tour par une porte et un palier surmontant un bassin. Construit dans les fondations de la tour, le bassin était vidangé par deux canaux diamétralement opposés et bâtis sous voûtes. La tour-latrines desservait aussi les niveaux supérieurs. Elle a été vraisemblablement détruite au XVIIe siècle. Sa destruction avait ouvert une brèche importante au milieu de la courtine sud-est, rebouchée par des éléments de réemploi.
La fouille des parties enterrées et des maçonneries de rebouchage a permis de redéfinir et de restaurer la structure d'origine du rez-de-chaussée avec sa porte d'entrée et la fosse de latrines à deux canaux.

##### Tour nord-ouest
La tour nord-ouest présente une salle basse, avec accès par l'exposition, sous voûtes d'arêtes. Un seul jour apporte la lumière d'où le tir est impossible. La salle haute n'était accessible que par le chemin de ronde et sa voûte.

#### Tours-portes

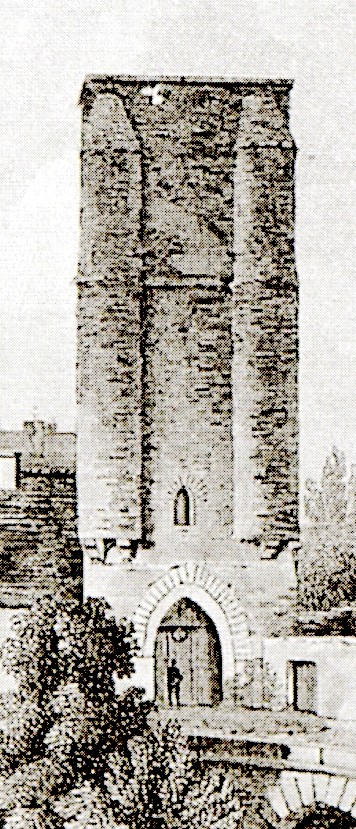
La tour Saint-Jean au XXe siècle.

Au milieu des courtines sud-ouest et nord-est, deux tours carrées servent d'entrées opposées. Cette disposition, qui induisait une certaine faiblesse dans la défense, est unique en Île-de-France.
Les rez-de-chaussées de ces tours ne sont que de simples passages mais comportent les trois aménagements de défense des portes de la fin du XIIe siècle : les herses, assommoir et portes barrées.

##### Tour Saint-Jean

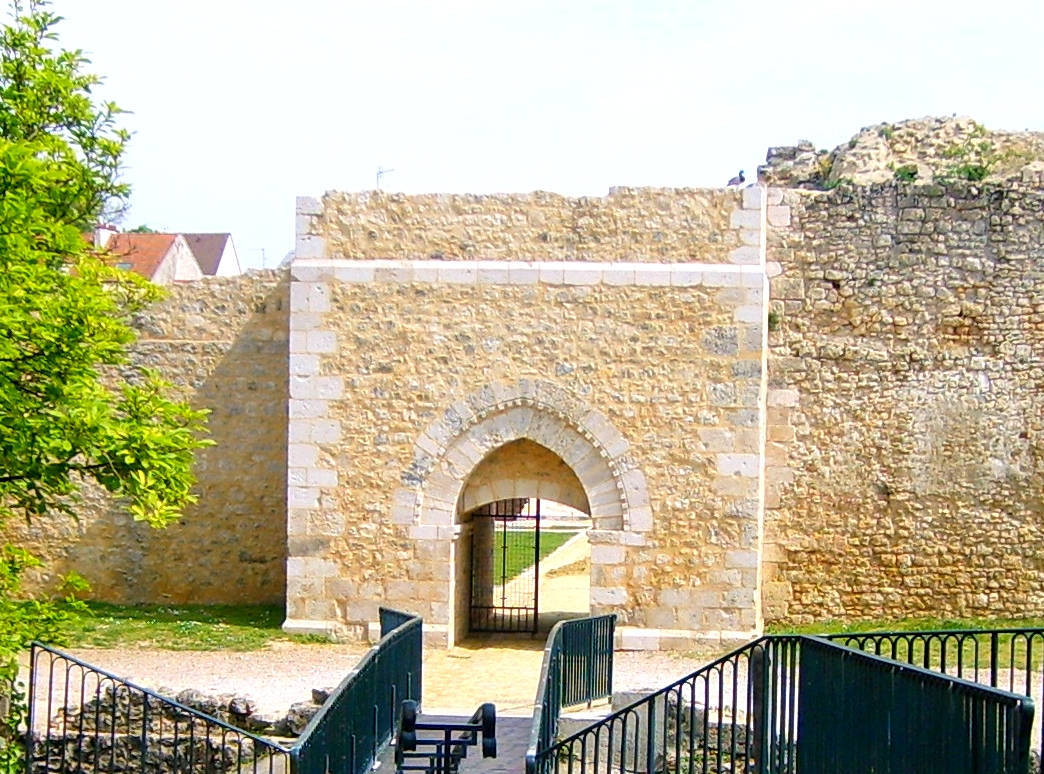
Tour de Brie, photographie prise en 2007.

Le château de Brie-Comte-Robert ne comportait pas de donjon individualisé, mais une tour-porte incorporée à l'enceinte, la tour nord-est dite tour Saint-Jean. Avec ses 33 mètres de haut, elle symbolisait la puissance du seigneur Robert III de Dreux. Au XIVe siècle, la chapelle Saint-Denis ou Saint-Louis était accolée à la tour et surmontait le passage d'entrée.
Comme sur la tour de Brie, la porte est surmontée de deux arcs entre lesquels coulissait une herse. L'accès était protégé par un assommoir et deux lourds vantaux, s'ouvrant vers l'intérieur de la tour. Une seconde double porte complétait le triple système de défense en limitant un sas dans le passage, probablement surmonté d'un second assommoir. La tour de Saint-Jean a été détruite en 1879. Pendant l'importante restauration de 2003, la maison du XIXe siècle fut détruite, permettant la reconstruction partielle de la tour Saint-Jean, selon les relevés archéologiques.

##### Tour de Brie
La tour de Brie, de plan rectangulaire, s'ouvre vers la ville et son marché. Sa porte est surmontée d'un arc brisé et d'une voussure appareillée en deux rouleaux, sa mouluration est typique de la fin du XIIe siècle. Le rouleau d'archivolte est mouluré d'une alternance de méplats et de dents prismatiques. Elle fut restaurée en 2003.

### Bâtiments

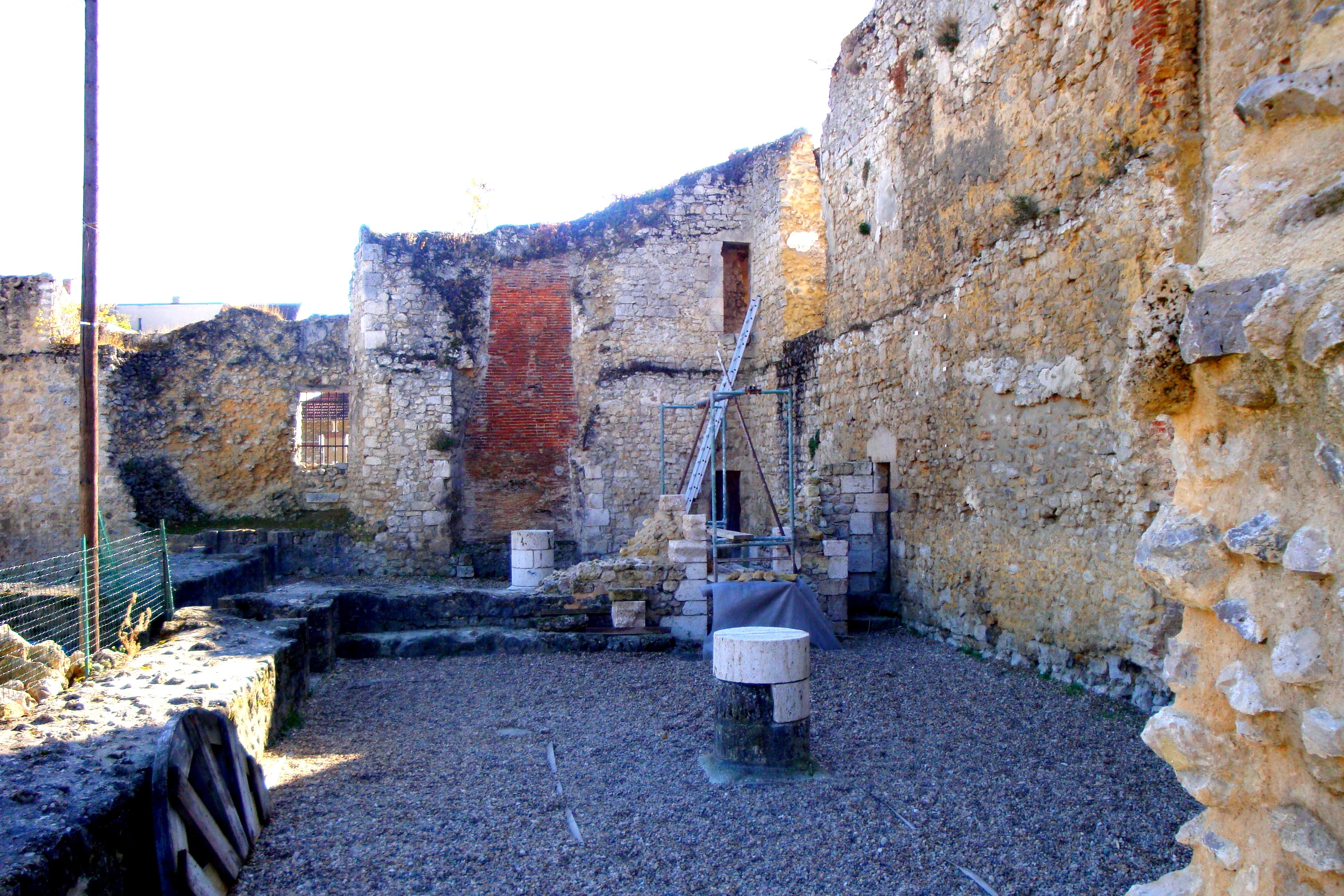
Piliers et cheminée des salles 11 et 12.

L'emplacement général des bâtiments construits à l'intérieur de l'enceinte castrale n'était connu que par le plan de masse de 1736. La fouille archéologique a révélé le plan détaillé des dispositions des salles du rez-de-chaussée, depuis le XIIe siècle, ainsi que leurs communications et leurs fonctions.
L'ensemble des bâtiments intérieurs est établi contre les courtines, libérant ainsi l'espace central en cour carrée avec son puits. C'est une des caractéristiques des châteaux philippiens de plaine. La construction des différents corps de logis s'est faite en même temps que l'édification des murailles. En effet, tous les gros murs porteurs du logis seigneurial sont chaînés très soigneusement aux courtines par des harpes de pierres taillées.

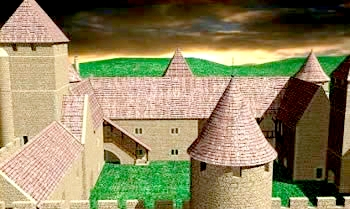
Représentation artistique de la cour intérieure au XVIe siècle.

Chacune des salles du logis seigneurial présente un ou deux piliers destinés à recevoir deux ou trois poutres maîtresses longitudinales supportant des solives transversales. Ces poutres s'appuyaient sur les courtines par un décrochement de la maçonnerie. L'ensemble était recouvert de lambourdes et plancher. Les bâtiments ne comportaient qu'un étage sous grenier. Chaque pièce comporte une cheminée, toujours bâtie dans l'axe central de la pièce et intégrée au mur de courtine. Une des cheminées dessert un four à pain.
Au Moyen Âge, l'escalier extérieur se composait, au départ, de trois ou quatre marches conduisant à un repos, puis suivait une volée droite jusqu'au palier de l'étage situé à l'angle des deux corps de logis sud-est et nord-est. Des éléments de pierre sculptée présentant des arcatures moulurées ont été mis au jour. Ces vestiges[Lesquels ?] témoignent des destructions de la guerre de Cent Ans. Ce remplage[Lequel ?] prenait probablement place dans l'embrasure d'une fenêtre de la chapelle du château, au XIVe siècle. Le remplage recevait des vitraux, dont des fragments ont été découverts. La chapelle Saint-Denis était située derrière la tour Saint-Jean, au-dessus du passage d'entrée.

#### Grande salle
Les campagnes de fouille ont exhumé des vestiges qui permettent de restituer l'architecture de la grande salle du rez-de-chaussée du logis seigneurial au XIVe siècle. Comme l'emplacement des bases de deux colonnes supportant les poutres maîtresses, l'épaule sur laquelle venaient prendre appui les poutres de rive, indiquant le niveau du plafond, le seuil de la porte permettant le passage avec la salle au nord-est, la position et la dimension de l'appui d'une des deux fenêtres représentées, la cheminée (base des piédroits, l'âtre, le cœur, et l'emplacement des corbeaux supportant le manteau)[pas clair]. Au rez-de-chaussée, le sol était en terre battue.
La grande salle d'apparat (aula), où le seigneur recevait ses hôtes et rendait justice, se trouvait au premier étage. Son sol était probablement recouvert de pavements de carreaux décorés. Un escalier extérieur permettait d'accéder à l'étage de la Grande salle, l'aula. L'escalier extérieur sur cour se composait, au départ, de trois ou quatre marches conduisant à un repos, puis suivait une volée droite jusqu'au palier de l'étage situé à l'angle des deux corps de logis. L'escalier était vraisemblablement couvert. Un arc dégageait l'accès à la porte d'entrée du corps de logis nord-est dont le seuil est encore visible au début du XXIe siècle,.

#### Logis

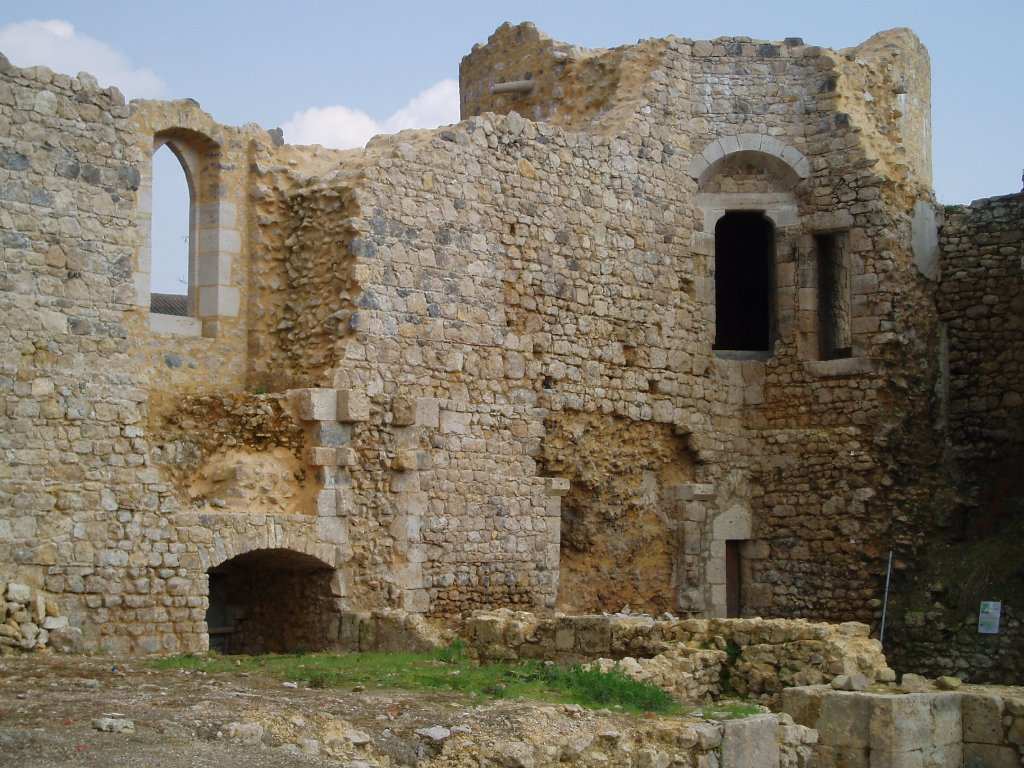
La tour est était à l'intersection des deux corps de logis.

L'ensemble des bâtiments intérieurs était établi contre les courtines, libérant ainsi l'espace central en une cour carrée cloisonnée.
Trois corps de logis composaient l'hôtel seigneurial. Celui-ci fut aménagé par Jeanne d'Évreux au XIVe siècle : elle y fait poser des carreaux de pavement bicolores estampés (11 × 11 cm) composés du blason royal au semis de fleurs de lys et de lion rampant à dextre. Les fouilles ont permis aussi de voir que les murs du logis étaient enduits d'un plâtre peint représentant le blason de Jeanne d'Évreux. Les corps de logis possédaient un étage surmonté d'un grenier.
L'accès au premier étage des tours se faisait par la salle contiguë de même niveau. Les greniers étaient accessibles par des escaliers intérieurs. Le chemin de ronde faisait le tour complet du château, communiquant avec le premier étage des deux tours-portes. Il restait indépendant des salles des tours rondes,.

#### Communs

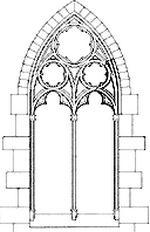
Remplage de la chapelle.

Les fouilles archéologiques ont révélé les fondations de constructions réalisées en moellons maçonnés à l'argile, le long des courtines sud-ouest et nord-ouest. Il s'agit des vestiges de communs servant de granges ou d'entrepôts et des logements des serviteurs.
Les fondations de la tour de Brie et de la tour Ouest sont reconnaissables et reliées par la courtine. À son sommet, le chemin de ronde crénelé était desservi par une petite tourelle d'escalier. Dès le XIVe siècle, la cour centrale était divisée en deux parties par un mur de clôture définissant, au sud-est, la cour noble, et au nord-ouest, la cour de service. Un passage dans le mur existait face au puits.

#### Chapelle
Adossées à la Tour Saint-Jean, les vestiges de l'ancienne chapelle Saint-Denis édifiée par Jeanne d’Évreux au XIVe siècle sont encore visibles de nos jours. Un passage sous voûte prolongeait également celui de la Tour Saint-Jean sur sept mètres. La chapelle était située au-dessus de ce passage et elle communiquait avec le premier étage, le logis.
Le mur gouttereau de la chapelle, qui recevait la pente de la toiture, ainsi que son mur pignon étaient tous deux stabilisés par un contrefort, les fondations ont une forme de croix au sol. Les fouilles ont permis de mettre au jour plusieurs fragments du remplage de la chapelle, qui recevait des vitraux.

## Extérieur

### Cour

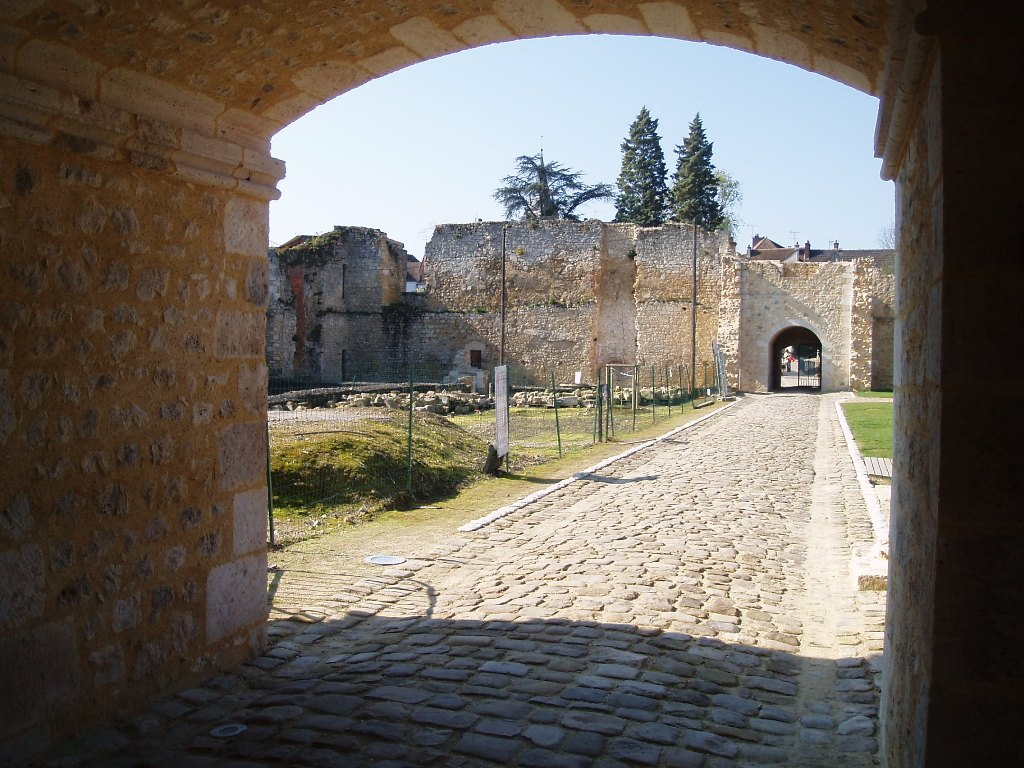
Vue partielle de la cour.

La cour représente l'enceinte du château. Elle est séparée en deux par une allée de pavée en grès qui date du début du XVIIe siècle. Elle est en légère pente vers la tour de Brie. Elle possède deux caniveaux latéraux qui permettent l'évacuation des eaux de pluie. Pendant le XIVe siècle, Jeanne d’Évreux partage la cour en deux pour créer son espace privé. Il existe encore, symboliquement, les vestiges du mur de la séparation de la cour.

### Lices
Les lices, situées entre le mur d'escarpe et les courtines, séparaient les douves du château. Les textes d'archives indiquent qu'au XIVe siècle, elles furent aménagées en jardins isolés des deux passages d'entrée par des murs.
La hauteur du mur d'escarpe ne devait pas dépasser quatre mètres. Celle des courtines devait atteindre entre neuf et dix mètres. Depuis la rénovation du château en 1982, les lices sont gravillonnées.

### Pont-levis
Le pont-levis à balancier, une fois baissé, s'appuyait sur un ponton de bois. D'importants poteaux de chêne qui supportaient ce ponton sont encore visibles sous la passerelle actuelle. La machinerie permettant la manœuvre du pont-levis était abritée sous un petit bâtiment en appentis. Une poterne s'ouvrait dans le mur d'escarpe afin d'avoir accès aux douves.
Depuis la fin du XXe siècle, deux ponts permettent l'accès au château. Celui en face de la tour de Brie, vers le marché et le centre de la ville, est une nouvelle passerelle en acier et en bois, posée sur une structure en béton de 13 mètres de long sur 2 mètres de large. Elle remplace depuis 2007 le précédent pont en fer. Le deuxième pont est situé en face de la tour Saint-Jean, vers la rue du général Leclerc.

### Douves
Les douves avaient une largeur d'environ 15 mètres et 5 mètres de profondeur. Le mur d'escarpe, dont la hauteur ne devait pas excéder 4 mètres, sépare les douves des lices. Il constituait un premier obstacle contre d'éventuels assaillants. Les douves pouvaient être franchies en passant par un ponton puis par un pont-levis. Du côté de la ville, au sud-ouest, la tour de Brie, de plan carré et coiffée d'un toit à quatre pentes, permettait l'accès dans l'enceinte du château.
Au XIVe siècle, des fenêtres perçaient les courtines pour éclairer les chambres de Jeanne d'Évreux et de ses filles. Les douves sont alimentées en eaux grâce à des ruisseaux. À cause des destructions massives que le château a connues, il ne reste que les fondations des douves.

## Le château aujourd'hui

### Amis du vieux château de Brie-Comte-Robert
Les Amis du vieux château de Brie-Comte-Robert est une association loi de 1901 présidée en 2013 par Martine Piechaczyk. Elle a pour objet de « promouvoir une action culturelle et pédagogique fondée sur la connaissance archéologique et historique pour la sauvegarde, la réhabilitation et la mise en valeur du patrimoine de Brie-Comte-Robert et sa région ».
Elle coordonne des fouilles archéologiques, l'exploitation de fonds d'archives et des mesures de restauration du château. L'association accueille également des groupes scolaires.

#### Chantier de fouilles
En 1982 s'ouvre un chantier de fouilles archéologiques. Celle-ci révèle l'architecture de la fin du XIIe siècle et son évolution jusqu'au début du XXIe siècle. L'un des objectifs est la découverte d'indices matériels de la vie quotidienne du château au Moyen Âge et à la Renaissance.
Le chantier a permis l'exhumation de monnaies, jetons, méreau ainsi que d'un grand nombre de fragments de carreaux décorés mélangés aux gravats de démolition et utilisés en remblai, aujourd'hui restaurés comme pavement du logis seigneurial.

#### La restauration de sauvegarde
Les structures médiévales mises au jour, les tours et les cheminées du château sont progressivement restaurées en liaison avec la direction régionale des Affaires culturelles, à la suite d'une étude archéologique du bâti (relevés pierre à pierre, photos, prélèvements). Ces travaux mettent surtout en œuvre de la maçonnerie et de la taille de pierre.
Depuis 2003, les courtines et tours portes sont restaurées, sous la direction de Jacques Moulin, architecte en chef des monuments historiques, en refermant les brèches de l'enceinte du XIIe siècle, en suivant la charte de Venise pour la rénovation du château.

### Centre d'interprétation du patrimoine

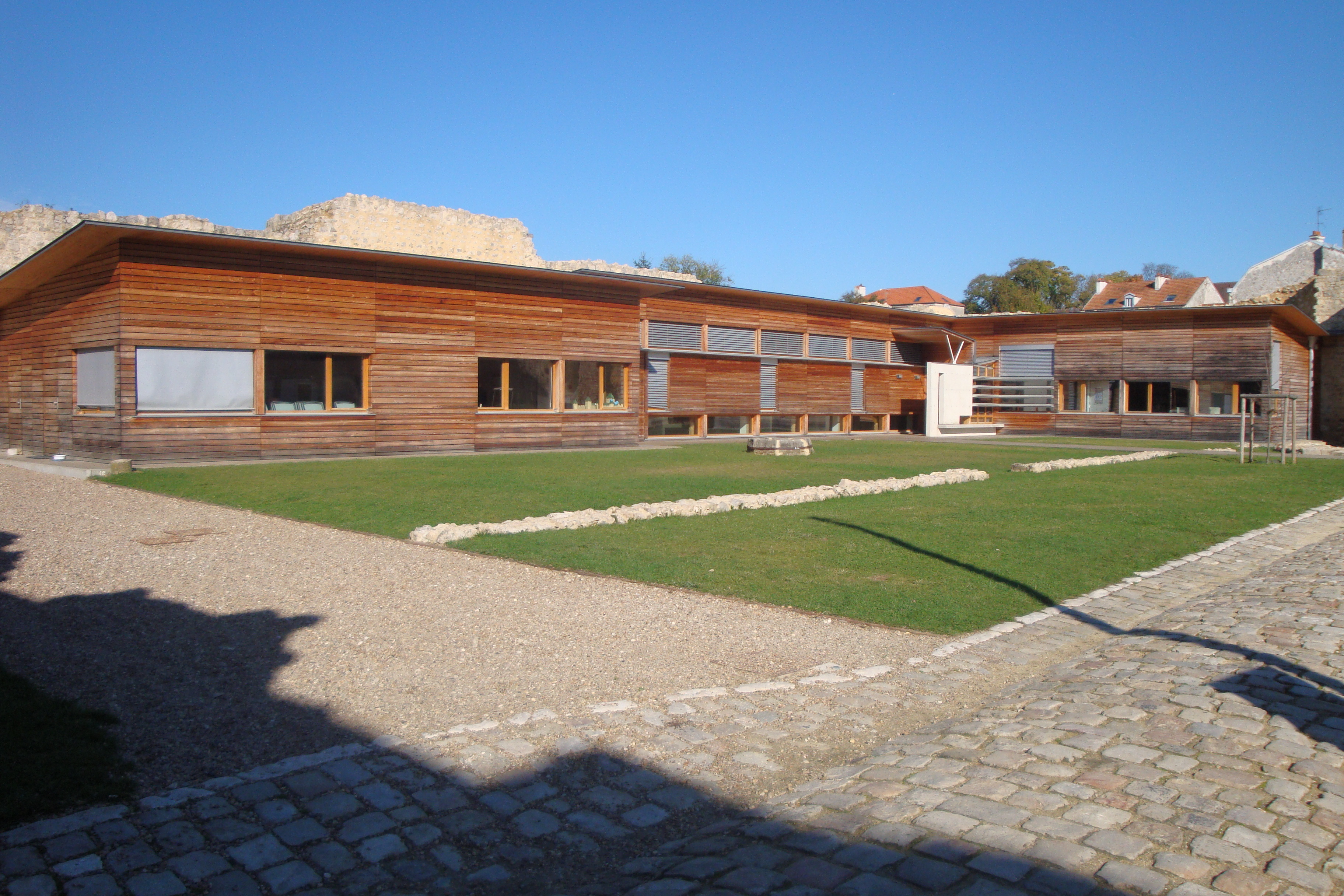
Centre d'interprétation du patrimoine.

Le Centre d'interprétation du patrimoine a été inauguré dans l'enceinte du château le samedi 10 septembre 2005,. Il abrite une exposition permanente retraçant l'histoire du château — depuis la construction de la forteresse au XIIe siècle jusqu'aux premiers travaux de restaurations destinés à sa réhabilitation — et de la commune de Brie-Comte-Robert à travers des objets archéologiques et des documents d'archives, la salle d'exposition possède une superficie de 200 m2 et le CIP possède aussi une salle pédagogique de 50 m2. Il est ouvert à la visite chaque mercredi (14h-17h) et samedi (14h30-18h), ainsi que le dimanche (10h-12h30 et 14h30-18h).

## Pour approfondir